# Túmulo de Cecília Metela
O Túmulo de Cecília Metela (em italiano:  Mausoleo di Cecilia Metella) é um mausoléu localizado do lado de fora de Roma na marca das três milhas da Via Ápia. Foi construída no século I a.C. para homenagear Cecília Metela Crética, filha de Quinto Cecílio Metelo Crético, cônsul em 69 a.C., e esposa de Marco Licínio Crasso, que era filho do triúnviro e servia com Júlio César.
O túmulo é um dos mais conhecidos e bem preservados monumentos ao longo da Via Ápia e um popular destino turístico. Em 2013, o circuito que passava pelas Termas de Caracala, a Villa dos Quintílios e o Túmulo de Cecília Metela foi o vigésimo-segundo mais visitado em toda a Itália, com 245 613 visitantes.

## Descrição
Localizada no topo de uma coluna à beira da Via Ápia, o Túmulo de Cecília Metela tem o formato de um tambor cilíndrico (rotunda) acima de um pódio quadrado com o Castelo Caetani anexo no fundo. Este pódio tem 8,3 metros de altura, o tambor, 12 metros, e o monumento todo tem 21,7 metros. O diâmetro do tambor é 29,5 metros, o equivalente a 100 pés romanos.
Do lado de fora do monumento, uma inscrição ainda existe na qual se lê "CAECILIAE | Q·CRETICI·F | METELLAE·CRASSI, declarando a quem o túmulo era dedicado. Mais para o alto da inscrição, há vários elementos decorativos, como festões e brucrânios ("cabeças de boi"), que foram a origem do nome medieval da região, "Capo di Bove" ("cabeça de boi"). No topo, estão ameias medievais remanescentes da época em que o túmulo foi utilizado como fortaleza.
Na parte de trás, o Castelo Caetani está anexo ao túmulo. Ele tinha originalmente três andares. Não se sabe para que era utilizado o segundo andar, mas o primeiro era ocupado por cavalheiros da elite romana, como revelam as lareiras e a decoração refinada. O castelo atualmente é utilizado para exibir peças arqueológicas do monumento.

## Mausoléu

### Estrutura
A fundação do Túmulo de Cecília Metela está assentada parcialmente em tufo e parcialmente em rochas magmáticas, parte de um antigo fluxo de lava dos montes Albanos que cobriu toda a região 260 000 anos atrás. O miolo do pódio foi construído com diversas camadas de concreto, cada uma com 70 a 85 centímetros de espessura, correspondendo cada uma à altura dos blocos de travertino da fachada que circundam o pódio utilizados como moldura para ajudar a assentar as camadas de concreto.

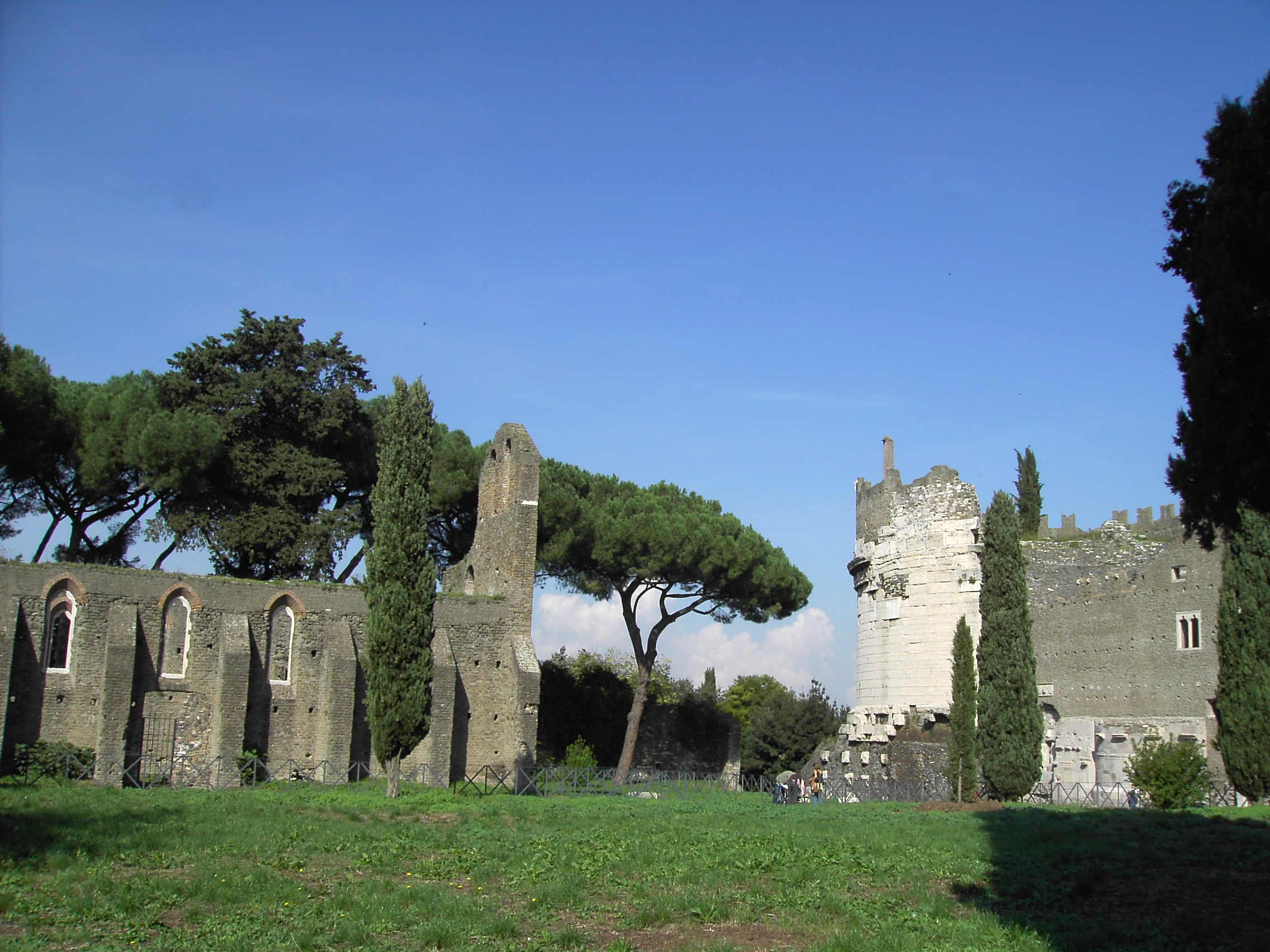
Ruínas da Igreja de São Nicolau, parte do complexo

A rotunda foi construída da mesma forma, com blocos de travertino na seção mais exterior, cimento no miolo para formar a estrutura e um revestimento de travertino, quase todo desaparecido atualmente. Enquanto as paredes da torre têm 7,3 metros de largura enquanto as paredes do castelo anexo são muito menos espessas, uma fina parede de tufa.
Originalmente, o topo do monumento seria um monte de terra em formato de cone, uma decoração comum nas rotundas romanas, mas as ameias substituíram a decoração ainda no início da época medieval.

### Interior
O interior do túmulo pode ser dividido em 4 seções: a cela, os corredores superior e inferior e um compartimento do lado ocidental. O mais importante era a cela, que foi utilizada para as cerimônias funerárias e para abrigar os mortos. É um fuste circular alto que atravessa o centro do pódio e da rotunda. Tem aproximadamente 6,6 metros de diâmetro na base, mas afunila conforme vai subindo até alcançar 5,6 metros de diâmetro no topo, onde está um óculo para permitir a entrada de luz. Por toda a cela estão mais de 143 perfurações nas paredes, em 12 fileiras de 10 a 14 cada, que foram utilizadas para inserir apoios de madeira durante a construção do monumento.
Acredita-se que a entrada principal da cela era o corredor superior.

### Sarcófago
Um sarcófago de mármore está preservado no Palazzo Farnese e supostamente teria sido encontrado no Túmulo de Cecília Metela. Ele teria sido encontrado na cela e já estava no palazzo antes da construção do Castelo Caetani. Porém, não existem evidências definitivas para verificar que este sarcófago seria o de Cecília Metela e muitos historiadores defendem que ele sequer tenha feito parte do monumento, tendo sido encontrado nas vizinhanças.
Recentemente, este sarcófago foi objeto de um estudo detalhado e foi datado entre 180 e 190. Evidências posteriores sugerem que de fato ele não seja o sarcófago de Cecília Metela, pois o costume na época de sua morte era a cremação e, portanto, seria esperada uma urna funerária e não um sarcófago na cela. Além disso, registros de 1697 da Coleção Farnese atestam que o sarcófago foi registrado sem indicar a proveniência indicando que, já naquela época, os historiadores tinham dúvidas sobre a sua proveniência e sua relação com o túmulo.

## Castro

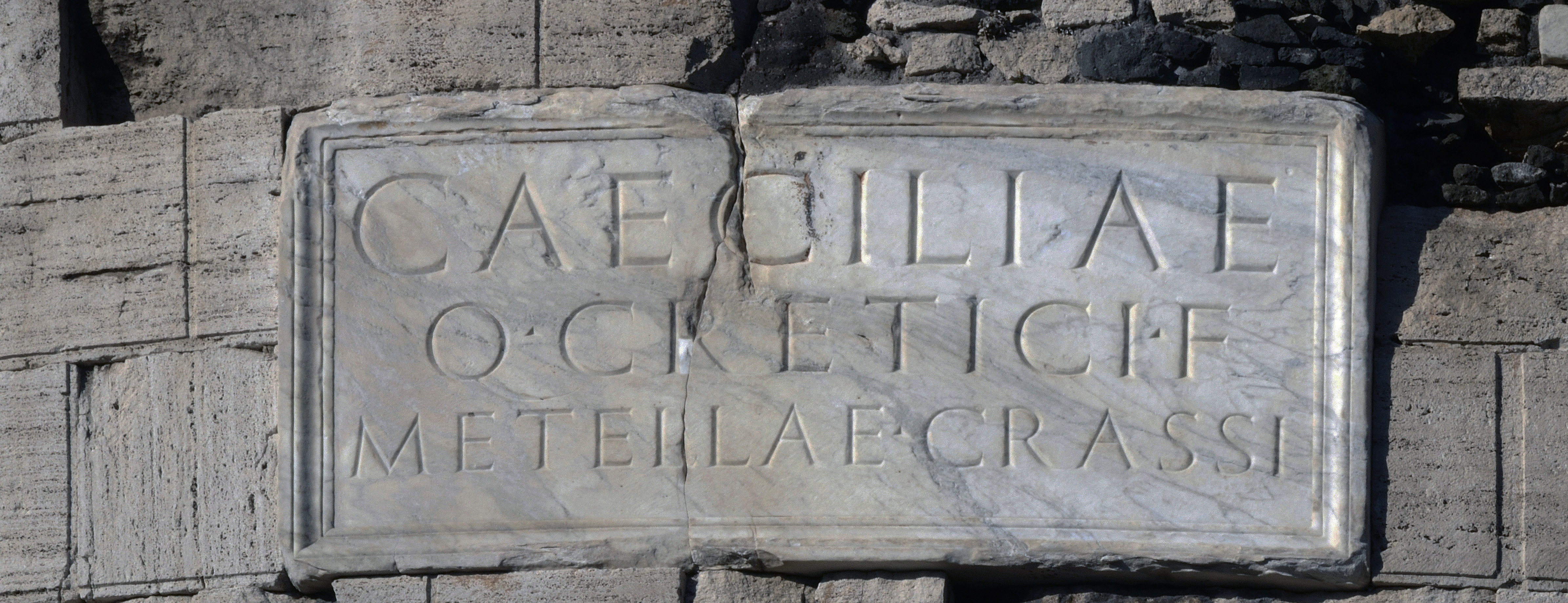
Inscrição na fachada

Entre 1302 e 1303, os Caetani (em italiano:  Gaetani), uma família apoiada pelo papa Bonifácio VIII, comprou o Capo di Bove, que era o nome da região à volta do Túmulo de Cecília Metela, incluindo o túmulo, e construíram uma fortificação no local (um castrum) substituindo um edifício anterior do século XI.
Foram construídos ainda estábulos, casas, galpões, uma igreja dedicada a São Nicolau e o palácio dos Caetani, além das ameias medievais no alto do túmulo, transformando-o numa torre defensiva. Infelizmente, quase nada restou, com exceção da igreja, partes do castelo e as ameias.
Os Caetani utilizaram o forte para controlar o tráfego e para cobrar pedágios exorbitantes dos viajantes da Via Ápia. No século XIV, o castelo passou para os Savelli e, depois, para os Orsini, que mantiveram o controle até 1435, quando todo o complexo passou para o controle do Senado Romano. A partir daí, segundo Gerding, o monumento foi abandonado.
Ao longo dos séculos, os dois monumentos passaram por diversas tentativas de demolição, geralmente para aproveitar os materiais de construção. Porém, os dois monumentos acabaram se protegendo mutuamente. Durante o Renascimento, os dois foram salvos pelo valor do castrum e, durante o Romantismo, o túmulo acabou sendo preservado por causa de seu charme "antigo".